# Chorizanthe rosulenta
Chorizanthe rosulenta är en slideväxtart som beskrevs av J.L. Reveal. Chorizanthe rosulenta ingår i släktet Chorizanthe och familjen slideväxter. Inga underarter finns listade i Catalogue of Life.